# Saison 6 de Sous le soleil
Chronologie
Saison 5 Saison 7
La sixième saison de Sous le soleil, série télévisée française créée par Pascal Breton et Olivier Brémond, a été diffusée pour la première fois sur la chaîne TF1 du 30 septembre 2000 au 6 octobre 2001, immédiatement à la suite de la saison précédente. Cette sixième saison a été diffusée à un rythme hebdomadaire, le samedi, avec une pause estivale des inédits durant l'été 2001. Les épisodes ont été programmés à 18 h.

## Distribution

### Distribution principale
- Bénédicte Delmas : Laure Olivier
- Tonya Kinzinger : Jessica Laury
- Adeline Blondieau : Caroline Drancourt
- Roméo Sarfati : Louis Lacroix
- Christine Lemler : Valentine Chardin, ép. Dulac
- Grégory Fitoussi : Benjamin Loset

### Distribution secondaire
- Marie-Christine Adam : Blandine de Loire
- Philippe Agaël : Julien Valère
- Sylvain Corthay : Pierre Olivier
- Audrey Hamm : Claudia
- Mélanie Page : Vanessa Lancel
- Delfine Rouffignac : Clara Olivier
- David Brécourt : Baptiste Mondino
- Arsène Jiroyan : Commissaire Marco
- Shirley Bousquet : Jeanne Bouvier
- Stéphane Slima : Alain Dulac
- Manuela Lopez : Marion Duval, ép. de Boissière
- Mathias Baudez : Jérôme Longval
- Damien Ferrette : Vincent de Boissière
- Yoann Sover : Fabrice
- Patrice Valota : Jean-Philippe Reynaud
- Angela Sandritter : Juliette Reynaud
- Geoffroy Buczowski : Antonin Brunois-Lacroix
- Jean-Louis Tribes : Éric Béranger

### Invités
- Matthieu Tribes : Arthur Béranger
- Leslie Bévillard : Chloé
- Anne-Charlotte Pontabry : Alexandra Guérin
- Pierre Cosso : Serge Guérin

## Épisodes
| № | #  | Titre                     | Réalisé par          | Écrit par                       | 1re diffusion     |
| --- | -- | ------------------------- | -------------------- | ------------------------------- | ----------------- |
| 153 | 1  | Le choix de l'espoir      | Sylvie Ayme          | Stéphane Palay                  | 30 septembre 2000 |
| Jessica et Julien attendent patiemment la naissance de leur petite fille. Mais ce bonheur est soudainement menacé lorsque Laure diagnostique chez la future maman un problème médical à la suite de plusieurs malaises. Jessica doit alors faire un choix : subir une I.V.G. puis une opération afin de rester en vie, ou bien garder l’enfant mais risquer sa mort voire celle de son enfant pendant l’intervention. Par peur de la perdre, Julien la pousse à avorter, tout comme son chirurgien. Laure, elle, finit par comprendre que son instinct maternel pousse Jessica à prendre le risque. L’opération est finalement un succès : Jessica est sauve et sa grossesse va se poursuivre sans danger. Parallèlement, une jeune lycéenne déclare sa flemme à un collègue de Blandine, Cyrille. Ce dernier ne tarde pas à découvrir qu’il s’agit de Vanessa. Il tombe rapidement amoureux et leur idylle commence malgré la femme et l’enfant du professeur. Conseillée par son amie Claudia, et mise en garde par Blandine, Vanessa préfère finalement rompre pour ne pas détruire la famille de Cyrille. Rejeté, ce dernier démissionne du lycée sans crier gare et rejoint sa famille à Paris. |    |                           |                      |                                 |                   |
| 154 | 2  | Un pas à franchir         | Sylvie Ayme          | Patrick Delmas et Soline Delmas | 14 octobre 2000   |
| Laure se sent de plus en plus attirée par Grégoire Mallet, son collègue chirurgien. Mais elle s’interdit de l’aimer afin de se consacrer pleinement à ses enfants. D’ailleurs, à l’occasion du mariage de Maryline, une infirmière, Clara n’apprécie pas de les voir s’embrasser. Jessica prévient alors son amie que Grégoire envisage de partir travailler sur Paris si Laure ne lui ouvre pas son cœur. Finalement, après avoir promis à Clara de ne pas lui voler sa maman, Grégoire parvient à convaincre Laure de se laisser aller à ses sentiments. Pendant ce temps, Blandine aide Pierre dans des tâches administratives au lycée, ce qui les rapproche à nouveau. Mais Blandine ne se sent plus désirable et, prenant modèle sur une amie, envisage de recourir à la chirurgie esthétique. Lorsque Laure l’apprend, elle tente de l’en dissuader et prévient son père qui, lui, trouve les mots justes pour redonner confiance en elle à son ex-femme. Blandine et Pierre se retrouvent alors et échangent un baiser. |    |                           |                      |                                 |                   |
| 155 | 3  | Les blessures du passé    | Franck Bonty         | Blats                           | 21 octobre 2000   |
| Alors que Jessica et Julien emménagent dans une nouvelle villa, la mère de la jeune femme, Cécile, débarque de Miami sans prévenir. Cela perturbe fortement Jessica, au point de provoquer son accouchement prématurément. Laure aide donc son amie à mettre au monde la petite Audrey, mais Cécile s’accapare immédiatement l’enfant, au désespoir de Jessica. Sa mère finit par avouer qu’elle cherche à compenser le fait d’avoir abandonné Jessica à sa propre mère pendant les deux premières années de sa vie. D’abord furieuse, Jessica parvient à rattraper sa mère après leur brouille avant qu’elle ne quitte la ville. Parallèlement, Blandine fait tout pour aider Jérôme, un élève du lycée qui pose de gros problèmes de discipline. Elle ne tarde pas à découvrir qu’il souffre de dyslexie, ce qui l’handicape dans sa scolarité, et qu’il se réfugie dans la sculpture métallique dans le plus grand secret. Elle parvient à lui redonner confiance en organisant une exposition de ses œuvres, et en faisant renouant le fils avec son père. |    |                           |                      |                                 |                   |
| 156 | 4  | Cas de conscience         | Jérôme-Cécil Auffrey | Nicolas Mercier                 | 28 octobre 2000   |
| Une patiente de Laure décède à la suite d’une opération, ce qui fait culpabiliser la jeune maman. Grégoire tente de la rassurer, mais les accusations de Jean-Philippe Reynaud, le mari de la patiente, la font douter. Poussée par Jeanne, monsieur Reynaud saisit l’ordre des médecins. Heureusement, les doutes sont levés lorsque l’autopsie la met hors de cause. Pour autant, Jean-Philippe ne se calme pas, allant jusqu’à poursuivre Laure et à l’agresser. Cette dernière parvient finalement à lui faire entendre raison en lui parlant de sa fille qui a besoin de lui. Jessica, elle, a du mal à s’en sortir avec la plage depuis la naissance d’Audrey. Même si Julien l’aide à la maison et que Vanessa travaille comme serveuse au Saint-Tropez, ce n’est pas suffisant. Elle décide alors d’engager Claudia, mais cette dernière organise une soirée alors que le bar ne dispose plus de la licence nocturne. Un contrôleur inflige alors une amende à l’établissement et Claudia fait tout pour que Jessica ne le découvre pas. L'ancienne lycéenne réussit à faire annuler l’amende grâce à son inventivité, ce qui pousse Jessica à la garder après avoir quand même découvert ce qui s’est passé. |    |                           |                      |                                 |                   |
| 157 | 5  | Mon père cet inconnu      | Sylvie Ayme          | Pascale Mémery                  | 4 novembre 2000   |
| Depuis qu’ils ont renoué, Blandine et Pierre vivent leur amour en secret. C’est surtout Pierre qui hésite à le dire à Laure. D’ailleurs, si cette dernière comprend que sa mère a une liaison, elle pense surtout à Diego, le nouvel homme à tout faire que sa mère a engagé pour s’occuper de sa villa. Ce quiproquo provoque même chez Pierre une crise de jalousie, jusqu’à ce que la situation devienne insupportable. Ses parents finissent par avouer à Laure s’être remis ensemble. Pendant ce temps, Marianne annonce à sa fille Vanessa que Rémi, son père qui les a abandonné à sa naissance, est de retour à Saint-Tropez dans le but de la rencontrer. Méfiante, Vanessa refuse dans un premier temps. Mais ils finissent par s’apprivoiser malgré le passé d’arnaqueur de Rémi. D’ailleurs, ce dernier offre des planches à sa fille pour les cours de surf qu’elle donne à la plage, mais elle apprend que ses chèques sont sans provisions. Et lorsqu’elle le surprend en train de soudoyer de l’argent à un autre homme en lui mentant, elle décide de couper les ponts. Ne voulant pas perdre sa fille qu’il vient à peine de retrouver, Rémi promet de se ranger, trouve un travail, et s’installe à Saint-Tropez. |    |                           |                      |                                 |                   |
| 158 | 6  | Double jeu                | Jérôme-Cécil Auffret | Patrick Tringale                | 11 novembre 2000  |
| Marco confie à Louis une nouvelle mission d’infiltration afin de faire tomber Jean-Philippe Reynaud et son réseau de blanchiment d’argent. Le jeune homme y parvient sans mal, mais un avocat véreux, Sartay, lui demande de tuer Reynaud afin de prouver sa loyauté. Louis se retrouve dans une impasse, d’autant qu’il apprécie Jean-Philippe et sa fille Juliette. Lorsqu’ils découvrent que Sartey dupe le réseau, Louis et Jean-Philippe le forcent à s’enfuir. Marco rappelle alors à Louis que tôt ou tard, il faudra quand même que Reynaud soit arrêté. Pendant ce temps, Julien projette de vendre son restaurant afin d’acheter un grand domaine pour y créer un complexe hôtelier. Jessica, elle, considère l’idée farfelue et lui demande de garder les pieds sur terre pour se concentrer sur Audrey. C’est Baptiste qui finit par faire comprendre à la jeune femme que Julien peine à trouver sa place depuis la naissance de leur fille, et qu’il a besoin du soutien de sa compagne. Jessica réalise ainsi que ce projet est important pour lui, et elle rassemble tout ce qu’elle possède pour lui apporter la caution bancaire nécessaire à l’acquisition du domaine. |    |                           |                      |                                 |                   |
| 159 | 7  | Rumeurs                   | Éric Summer          | Fabienne Lesieur                | 18 novembre 2000  |
| Maintenant que Grégoire vit avec Laure et ses enfants, la jeune femme souhaite célébrer leur amour en organisant une petite fête. Mais une patiente de la Clinique du Golf raconte au personnel son ancienne liaison avec le médecin, si bien que le passé de Grégoire refait surface. Bien sûr, Jeanne est la première à colporter les ragots. Grégoire avoue à Baptiste puis à Laure qu’effectivement il souffre de pulsions incontrôlables envers les femmes qui le désirent. Lorsqu’elle l’apprend, Laure envisage de le quitter, mais conseillée par Jessica, elle accepte de lui laisser une chance et le prévient qu’elle ne pardonnera aucun adultère. C’est pourtant ce que Grégoire manque de faire avec Claudia, qu’il ausculte à la clinique pour une fausse blessure au pied que la jeune fille a feinte pour attirer l’attention de Jérôme. Car si Claudia est parvenue à le convaincre d’accepter un job à la plage, elle n’arrive pas à l’attraper dans ses filets. Jérôme finit pourtant par succomber, après que la jeune fille ait réalisé le mal qu’elle aurait pu faire à Laure, la meilleure amie de Jessica. |    |                           |                      |                                 |                   |
| 160 | 8  | Impardonnable             | Jérôme-Cécil Auffret | Patrick Bancarel                | 25 novembre 2000  |
| Grégoire a commencé une psychothérapie pour contrôler ses pulsions. Laure espère donc qu’il tiendra sa promesse et accepte de l’épouser lorsqu’il la demande en mariage. Jalouse de Laure que tout le monde admire et envie, Jeanne entreprend de séduire Grégoire qui ne lui résiste pas. Elle fait en sorte que Laure l’apprenne, même si cela révèle au grand jour sa méchanceté. Laure annonce alors à Grégoire qu’elle ne peut plus lui faire confiance et qu’elle souhaite mettre un terme à leur histoire. De son côté, Vanessa profite de son père qui a désormais tiré un trait sur son passé trouble. Mais une de ses anciennes victimes le reconnaît au Saint-Tropez et contacte la police. Marco souhaite donc arrêter Rémi pour qu’il réponde de ses actes passés, mais Vanessa le prévient et l’aide à se cacher. Marianne encourage Rémi à se livrer, pour que leur fille ne connaisse pas ce qu’elle a elle-même enduré pendant des années. Vanessa assiste donc en larmes à l’arrestation de son père. |    |                           |                      |                                 |                   |
| 161 | 9  | Dérapage                  | Éric Summer          | Céline Guyot                    | 2 décembre 2000   |
| Alain remue ciel et terre pour découvrir le responsable de la paparazzade qui lui a valu son divorce. D’ailleurs, le photographe Baldi revient à Saint-Tropez et demande à nouveau de l’argent à Valentine pour garder le silence. Cette dernière sent l’étau se resserrer et accepte de payer, d’autant qu’elle et Alain finissent par passer d’une simple cohabitation à une vie de couple et de famille retrouvée avec Jérémy. Mais Alain découvre que Valentine est à l’origine de toute cette histoire, et une dispute éclate. Valentine chute lourdement au sol et ne se relève pas. Ne sentant plus son pouls, Alain panique, enveloppe Valentine dans un drap et jette son corps à la mer. Pendant ce temps, Jean-Philippe s’absente et demande à Louis de surveiller sa fille Juliette. Mais les deux jeunes gens tombent rapidement sous le charme l’un de l’autre après avoir joueur au chat et à la souris. Lorsque Jean-Philippe revient et les surprend au lit, il enrage et lui ordonne de laisser sa fille tranquille, sous peine de devoir quitter le cercle mafieux. Sous la pression de Marco qui ne veut pas compromettre les chances d’arrêter les malfrats en perdant son infiltration, Louis annonce à Juliette que leur histoire ne peut pas continuer. |    |                           |                      |                                 |                   |
| 162 | 10 | Pour elles                | Franck Bonty         | Patrick Delmas et Soline Delmas | 9 décembre 2000   |
| Jessica et Julien ont ouvert le Domaine des Mimosas après y voir investi tout leur argent. Mais le projet était trop ambitieux et un huissier frappe à la porte. Julien est averti qu’ils vont être placés en liquidation judiciaire et que Jessica, qui s’est portée caution bancaire, va perdre la plage. Il tente de lui cacher la situation, puis lui propose de quitter la France lorsqu’elle l’apprend puisqu’il risque la prison pour faux et usage de faux. Mais la jeune femme refuse de faire vivre à sa fille une vie de cavale. Julien demande alors à son ami Marc de remettre une lettre d’adieu à Jessica, de s’occuper de sa famille, et de raconter à la police qu’il est mort en mer après avoir chuté à l’eau. Julien s’enfuit donc au Brésil en laissant à Jessica son assurance-vie qui lui permettra de résoudre leurs problèmes financiers. Pendant ce temps, Laure souhaite démissionner de la clinique car elle ne supporte plus de devoir travailler avec Jeanne qui désire, qui plus est, ouvrir et diriger un service de balnéothérapie. Mais lorsque Baptiste ausculte Pierre et qu’il lui diagnostique un cancer du poumon, Laure se ravise et décide de s’occuper de son père qui, combatif, préfère ne pas en parler à Blandine. |    |                           |                      |                                 |                   |
| 163 | 11 | Le défi de la vie         | Franck Bonty         | Dodine Herry-Grimaldi           | 16 décembre 2000  |
| Blandine pressent que quelque chose ne va pas chez Pierre, suspectant même une liaison avec une autre femme. Mais Laure a promis à son père de ne rien dire au sujet de son cancer. Ce dernier décide d’ailleurs de ne pas suivre de traitement et de partir loin de Saint-Tropez pour épargner sa famille afin qu’ils n’assistent pas à ses derniers jours. Mais grâce à Clara, Laure finit par avouer à sa mère la vérité. Blandine se précipite alors pour empêcher le départ de Pierre, et le clan Olivier décide d’affronter tous ensemble la maladie du patriarche. Parallèlement, Jessica désespère de recevoir des nouvelles de Julien. Mais elle aussi vit dans le secret, cachant à tous la mise en scène de son prétendu décès. Marc est son seul confident, ce qui le pousse à lui déclarer sa flemme. Mais la jeune femme préfère le repousser, jusqu’à ce que Louis, à qui elle avoue la vérité, lui conseille d’oublier Julien. Bien qu’il suspecte Marc dans un premier temps d’en vouloir à l’assurance-vie touchée par Jessica, Louis favorise leur rapprochement et évite ainsi le départ pour Los Angeles de son amie qui souhaitait prendre un nouveau départ loin de Saint-Tropez. |    |                           |                      |                                 |                   |
| 164 | 12 | Harcèlement               | Éric Summer          | Malika Ferdjoukh                | 23 décembre 2000  |
| Jérémy désespère de ne plus avoir de nouvelles de sa mère. Effectivement, Alain raconte à tout le monde que Valentine s’est absentée pour raison professionnelle alors qu’il la croit morte. Il ignore qu’une femme, Angela, l’a récupérée sur son bateau alors qu’elle n’était en réalité qu’inconsciente. Valentine met alors en place un plan machiavélique dans le but de se venger et de faire souffrir Alain. Croyant devenir fou quand il retrouve chez lui les bijoux de Valentine, la couverture dans laquelle il avait enveloppé son corps et la lettre d’un corbeau, Alain envisage de quitter la ville lorsque Valentine réapparaît. Cette dernière tient désormais le destin de son ex-mari entre ses mains, pouvant l’accuser de tentative de meurtre à tout moment. Pendant ce temps, Jessica demande à Louis de surveiller son amie Vanessa qui joue avec le feu depuis l’incarcération de son père. Elle passe son temps à profiter d’hommes fortunés avant de les rejeter. Mais elle finit par se brûler lorsque l’un d’entre eux tente de la violer. Heureusement, Louis intervient à temps. La jeune fille lui vole alors un baiser, se disant amoureuse, mais Louis l’éconduit car il la considère davantage comme une petite sœur. |    |                           |                      |                                 |                   |
| 165 | 13 | Au pied du mur            | Bruno Bouvier        | Blats                           | 30 décembre 2000  |
| Jean-Philippe Reynaud n’est pas dupe quant à la relation qu’entretiennent sa fille Juliette et Louis, son associé. Ayant à cœur le bonheur et la sécurité de cette dernière, il décide de tirer un trait sur sa vie de mafieux. Mais l’organisation pour laquelle il travaille refuse son départ et menace de s’en prendre à sa fille. Attaché aux Reynaud, Louis tente alors de négocier avec Marco pour que Jean-Philippe soit épargné. Mais le commissaire décide de faire suivre Louis et intervient avant qu’il n’aide le mafieux à s’enfuir. Reynaud est donc arrêté et Juliette quitte Louis pour avoir menti et aidé la police à envoyer son père en prison. De son côté, Valentine force Alain à rester auprès d’elle. Elle le demande à nouveau en mariage et le couple fait bonne figure devant leur fils Jérémy. Mais en réalité, Alain exècre celle qui le fait chanter et préfère s’en aller. Mais lorsque Valentine met ses menaces à exécution en envoyant une lettre anonyme à la police, Alain cède à son chantage et l’épouse donc une seconde fois, à contre-cœur. |    |                           |                      |                                 |                   |
| 166 | 14 | Trahison                  | Bruno Bouvier        | Blats                           | 6 janvier 2001    |
| Vanessa continue de papillonner malgré ses récents déboires, au grand dam de son amie Claudia. Cependant, elle tombe cette fois réellement sous le charme de Fabrice, un riche héritier dont elle découvre rapidement qu’il est orphelin. Elle lui ment alors sur ses origines modestes et prétend être assez riche pour pouvoir jouer au cercle de jeu qu’elle fréquente. Mais le tuteur de Fabrice mène son enquête et, aidé de sa propre fille, tente d’éloigner Vanessa. Lorsque le jeune homme s’en aperçoit, il décide de pardonner celle avec qui il entame une nouvelle idylle. Pendant ce temps, Louis vit très mal ce qu’il considère comme une trahison vis à vis de Jean-Philippe. Il regrette surtout d’avoir perdu Juliette. Sa collaboration avec les hommes de Marco se tend, et lors d’une autre opération sur le terrain qui tourne mal, Louis subit un accident et tombe dans le coma. Prévenue, Juliette accourt à son chevet, ce qui l’aide à en sortir. C’est donc Laure qui annonce à Louis que Juliette n’a pas totalement tiré un trait sur leur histoire. |    |                           |                      |                                 |                   |
| 167 | 15 | L'important c'est d'aimer | Sylvie Ayme          | Pascale Mémery                  | 13 janvier 2001   |
| Marc dissimule les lettres que Julien envoie à Jessica. Mais il ignore que ce dernier est de retour sous une fausse identité. Lorsqu’il les aperçoit s’embrasser, Julien préfère repartir sans être vu, mais Jessica finit par s’en rendre compte. Elle comprend alors que Marc a tout fait pour qu’elle ne l’attende plus, et décide de rompre. Louis prévient ensuite Jessica que Marc a prévenu la police du retour de Julien. Elle pousse alors son compagnon à s’enfuir, mais il se ravise et préfère aller en prison plutôt que de repartir en cavale sans espoir de revoir sa fille et sa compagne. Pour cette raison, Jessica s’accommode donc du fait qu’il se rende. De son côté, Laure reçoit impuissante les résultats des nouvelles analyses de son père. Son cancer est en phase terminale et le cerveau est touché. Pierre demande alors à sa fille de ne pas s’acharner. Effondrée tout comme Laure qui s’y refuse, Blandine la supplie d’accepter. Après un ultime malaise, Laure laisse son père décéder sans souffrance. Dans l’espoir de se reconstruire, elle demande à Jessica qui doit vendre le domaine pour rembourser l’assurance de venir s’installer avec Audrey chez elle. |    |                           |                      |                                 |                   |
| 168 | 16 | La fin et les moyens      | Bruno Bouvier        | Lorène Delannoy                 | 27 janvier 2001   |
| Louis est convoqué chez le juge pour témoigner contre Jean-Philippe Reynaud. Mais par affection pour le truand repenti et dans l’espoir de reconquérir Juliette, il revient sur ses précédentes déclarations. Contre l’avis de Marco qui lui demande de ne plus s’en mêler, Louis va encore plus loin et s’introduit par effraction au tribunal afin de voler puis détruire une partie du dossier d’accusation. Lorsqu’il est évidemment soupçonné, Marco se décide à lui offrir un alibi. Et alors qu’il s’apprêtait à repartir de Saint-Tropez, Juliette le retient, ayant appris la libération de son père pour faute de preuve. Pendant ce temps, Alain cohabite contre son gré avec Valentine et leur fils. Il rencontre la jeune Fanny à la plage, à qui il propose une chambre dans sa villa, ayant besoin d’une rentrée d’argent. Mais Fanny et lui tombent sous le charme l’un de l’autre, provoquant la jalousie de Valentine. N’en pouvant plus des menaces de sa femme, Alain décide de partir avec Fanny en laissant Jérémy derrière lui. Il lui promet alors de revenir un jour le chercher. |    |                           |                      |                                 |                   |
| 169 | 17 | Un passé trop présent     | Sylvie Ayme          | Eugénie Dard                    | 3 février 2001    |
| Marion et Vincent vont se marier. Mais la jeune femme est troublée par la sortie de prison de Christophe, son ex-petit-ami avec qui elle partage son passé de voleuse. Éprouvant toujours des sentiments pour lui, les deux anciens amants font l’amour. Mais elle ne peut lui cacher la vérité davantage et lui avoue être désormais fiancée. Vincent ne tarde pas à comprendre la situation ambiguë et décide de confronter Christophe, qui se déclare amoureux et bien décidé à la récupérer. Finalement, Marion fait le choix d’une vie plus stable et épouse Vincent. De son côté, Laure éprouve des remords à avoir aidé son père à mourir plus rapidement, et il lui semble trop difficile de continuer à exercer la médecine. Jeanne en profite pour émettre des doutes sur le décès de Pierre Olivier et saisit le conseil d’administration. Prête à démissionner, Baptiste et Blandine insistent pour que Laure n’abandonne pas sa vocation. Grâce à une lettre de son père rédigée juste avant sa mort et au soutien de Baptiste, les doutes sur l’intégrité professionnelle de Laure sont levés. |    |                           |                      |                                 |                   |
| 170 | 18 | Masculin pluriel          | Sylvie Ayme          | Patrick Bancarel                | 17 février 2001   |
| Marion est de retour de son voyage de noces. Jessica lui apprend qu’entre-temps elle a engagé Christophe au Saint-Tropez. Ce dernier ne l’a pas oublié et fait tout pour la récupérer. Toujours amoureuse de lui, Marion succombe à nouveau. Charles de Boissière, qui ne l’a jamais appréciée, engage un détective privé dans le but de la suivre. Il s’empresse de montrer à Vincent les photos volées de sa femme en compagnie de son amant. Lorsqu’il la confronte, Marion fait son choix et retourne auprès de Christophe. Vincent, lui, hésite un instant à dénoncer son rival à la police car il sait qu’il a volé une moto, mais n’en fait rien par amour pour sa femme. Pendant ce temps, Jérôme jette son dévolu sur Laure. Depuis que le jeune homme a rompu avec Claudia, il s’entête à draguer la jeune mère de famille. Avec la complicité de Jessica, Laure fait vivre un enfer au garçon en lui confiant la garde des enfants et en le trimbalant dans toutes les boutiques. Le plan des deux amies fonctionnent puisque Jérôme annonce à Laure préférer rester amis. Cela ravit Claudia qui commençait à être jalouse. |    |                           |                      |                                 |                   |
| 171 | 19 | Une si longue absence     | Franck Bonty         | Patrick Delmas et Soline Delmas | 24 février 2001   |
| 172 | 20 | Noces de sang             | Éric Summer          | Patrick Tringale                | 3 mars 2001       |
| Louis va épouser Juliette alors que Jean-Philippe est libéré de prison. Mais le futur marié craint pour leurs vies car les truands que Reynaud a fait tomber veulent se venger. Lorsque Louis en a la confirmation, il demande à Marco et ses hommes de les protéger jusqu’à la cérémonie. Après une tentative de meurtre évitée de justesse, Louis et Jean-Philippe font croire au départ de ce dernier par avion. Mais en réalité il se cache à la campagne car il insiste pour assister au mariage de sa fille. Malgré leurs efforts, un tueur à gage parvient à les retrouver. Jean-Philippe et Juliette sont assassinés sous les yeux de Louis. Au Saint-Tropez, le bonheur de Claudia d’avoir retrouvé Jérôme est de courte durée car le jeune homme voit sa vie chamboulée par l’arrivée de Sylvie Cartier. Travaillant pour des galeries d’art, elle voit en lui un futur grand sculpteur et lui promet d’en faire une star. Claudia voit alors Jérôme s’éloigner peu à peu, au point d’être séduit par Sylvie. Face à l’évidence, les deux jeunes gens se séparent au profit de Sylvie. |    |                           |                      |                                 |                   |
| 173 | 21 | Pourquoi moi ?            | Franck Bonty         | Pascale Mémery                  | 17 mars 2001      |
| Caroline vit très mal la maladie de son fils. Elle en devient exécrable avec ses amies et avec Clara, qu’elle finit par gifler. Laure et Baptiste tentent de lui faire comprendre qu’elle doit accepter leur aide, d’autant que Tom fait une rechute. Seule une greffe de moelle osseuse pourrait sauver l’enfant et, fait rarissime, un donneur est trouvé en un temps record. Pour célébrer la bonne nouvelle, Caroline accède à la demande de Tom de se remettre à chanter. De son côté, Vanessa apprend le mariage imminent de Fabrice et Margaux. Poussée par son amie Claudia à le reconquérir, Vanessa annonce au jeune homme que Margaux lui avait prêté de l’argent dans l’unique but de la faire rejouer au casino. Mais cette nouvelle n’en est pas une, et Fabrice préfère rester avec Margaux jusqu’à ce qu’elle s’oppose à son envie de construire un bateau. Vanessa, elle, a une tout autre réaction puisqu’elle l’encourage vivement à réaliser ce rêve. C’est cela qui lui fait comprendre qu’il sera plus heureux avec elle. Il annule donc le mariage et renoue avec la jeune étudiante. |    |                           |                      |                                 |                   |
| 174 | 22 | Un hôte imprévu           | Éric Summer          | Fabienne Lesieur                | 24 mars 2001      |
| Louis déprime depuis la mort de Juliette et noie son chagrin dans l’alcool. Il annonce à Jessica avoir décidé de vendre sa villa et de repartir vivre à l’étranger. Mais il voit un jeune garçon débarquer à sa porte. Il s’appelle Antonin Brunoy et affirme être son fils, issu d’un amour de lycée entre Louis et sa mère Maëlys Brunoy. Déboussolé, Louis rejette le garçon et le ramène au car afin qu’il retourne chez sa mère. Il en parle à Jessica qui lui suggère plutôt d’utiliser cette incroyable découverte comme d’un nouveau départ. Antonin, lui, n’est pas retourné chez sa mère et revient chez Louis dans un sale état après avoir passé la nuit dehors. Louis s’en occupe et s’y attache, au point de lui annoncer le lendemain qu’il reste à Saint-Tropez et qu’il compte le revoir. Parallèlement, Jérôme étouffe dans sa relation avec Sylvie qui fait passer le côté professionnel avant tout. Lassé des rendez-vous, des journalistes et des cocktails, il décide de rompre et de retourner vivre à la villa de Vanessa et Claudia, pour le plus grand plaisir de cette dernière qui est toujours amoureuse de lui. |    |                           |                      |                                 |                   |
| 175 | 23 | Une petite fille modèle   | Sylvie Ayme          | Jean Bobby                      | 7 avril 2001      |
| Depuis la mort de son grand-père, Clara se met beaucoup de pression pour ne pas aggraver la tristesse de sa mère. Elle fait tout ce qu’elle peut pour être une petite fille modèle, quitte à être malheureuse. Et malgré les alertes de Blandine, de la maîtresse, et de Romain, son nouveau professeur de piano, Laure refuse qu’on lui donne des leçons. Romain, lui, parvient à redonner le sourire à la petite fille en prenant quelques libertés, ce qui pousse Clara à s’enfuir de l’école pour le rejoindre lorsque sa mère met fin aux leçons de piano. Laure réalise alors que sa fille a besoin de s’évader, et que Romain est la personne qu'elle a choisi pour le faire. Elle accepte de dîner avec lui pour se faire pardonner. Pendant ce temps, Marion réalise qu’elle n’est pas si heureuse avec Christophe, qui préfère vivre au jour le jour sans réelle stabilité financière. Marion, elle, préférerait une vie plus rangée et commence à regretter sa vie d’avant avec Vincent. Leur divorce est d’ailleurs imminent, mais Vincent s’arrange quand même pour lui trouver un travail, la sachant dans le besoin. De son côté, Vincent célèbre l'ouverture de son cabinet d'avocat et engage Vanessa qui vient d'obtenir son concours. Petit à petit, Marion comprend qu’elle s’est trompée et quitte Christophe avant d’annuler le divorce. Vincent et elle se retrouvent alors. |    |                           |                      |                                 |                   |
| 176 | 24 | Au nom des pères          | Lin Dao              | Blats                           | 14 avril 2001     |
| Louis est ravi de passer du temps avec son fils, et c’est bien réciproque. Du coup, Antonin rejette de plus en plus son beau-père Alexis. Ce dernier met en garde Louis qu’il ne le laissera pas lui prendre le garçon qu’il a élevé comme son fils. Alors quand Louis improvise une sortie en bateau avec Antonin sans prévenir ses parents, Alexis porte plainte. Comprenant que Louis va avoir des ennuis, Antonin s’enfuit. Ses deux pères partent à sa recherche et finissent par le retrouver dans une crique. Louis réalise alors qu’Alexis est malheureux de voir son fils s’éloigner. Il discute avec Antonin pour lui faire comprendre qu’il doit désormais composer avec deux papas. De son côté, Blandine s’est jetée à corps perdu dans l’enseignement depuis le décès de Pierre, au lycée bien sûr mais aussi à la maison d’arrêt, où elle donne des cours à Éric, un détenu à qui elle a redonné espoir quelques semaines avant sa sortie. À l’occasion d’une permission, la professeure et son élève passent la journée ensemble. L’attirance est réciproque, et après avoir tenté de résister, Blandine passe une nuit d’amour avec Éric. Au petit matin, Blandine le raccompagne en prison. |    |                           |                      |                                 |                   |
| 177 | 25 | Mains tendues             | Sylvie Ayme          | Patrick Bancarel                | 21 avril 2001     |
| Depuis le départ d’Alain, rien ne va plus pour Valentine qui a perdu son travail. Elle néglige Jérémy au point d’oublier de l’emmener à l’école. Sa maîtresse prévient donc l’Aide Sociale à l’Enfance qui lance une enquête. L’inspectrice contacte Laure et lui demande un bilan médical complet sur l’enfant. Laure prévient Valentine qu’on risque de lui retirer la garde de son fils si elle ne change pas. Mais au lieu d’accepter son aide, Valentine se braque et retombe dans ses travers après un entretien non-concluant pour un nouveau travail. Lorsque Jérémy fait un malaise après que sa mère lui ait donné un médicament contre-indiqué, l’inspectrice n’a d’autre choix que de confier Jérémy à une tierce personne. Heureusement, Laure se propose de l’accueillir jusqu’à ce que Valentine aille mieux. Parallèlement, Fabrice est enfin prêt à participer à une course nautique autour du monde. Vanessa est ravie de l’accompagner, surtout qu’elle s’ennuie au cabinet d’avocat de Vincent où elle passe son temps à classer des dossiers. Mais ce dernier lui confie enfin sa première affaire, ce qui la fait douter. Touchée par l’histoire de l’accusée, elle décide finalement de ne pas accompagner Fabrice pour se consacrer à son nouveau métier d’avocate, en promettant au jeune homme d’attendre son retour.                                                     |    |                           |                      |                                 |                   |
| 178 | 26 | Mise à l'épreuve          | Lin Dao              | Lorène Delannoy                 | 28 avril 2001     |
| Tandis que Julien sort de prison de manière anticipée, Laure se décide à se rapprocher de Romain sur les conseils de sa mère. Dans cette optique, elle se remet même au piano, mais elle baisse les bras rapidement lorsque le jeune homme lui annonce partir en tournée avec une jolie guitariste. Elle est donc prise par surprise lorsque Romain l’embrasse furtivement à la clinique après qu’elle lui ait administré un vaccin. Elle tente ensuite d’intercepter une lettre qu’elle lui avait écrite pour ne pas passer pour une idiote. Le professeur de piano la surprend à ce moment-là et l’embrasse, comprenant que ses sentiments sont partagés. Jessica, elle, vit très difficilement le retour de son mari dans sa vie quotidienne. Elle a emménagé avec Laure et Caroline, et son travail à la plage où Louis accepte de s’occuper des ouvertures nocturnes lui assure une stabilité dont elle a besoin. Tour à tour, Jessica et Julien tentent de raviver la flamme mais rien n’y fait : la jeune femme n’est plus amoureuse. Après une crise de jalousie alcoolisée vis-à-vis de Louis, Julien comprend qu’il doit partir. Jessica lui promet de le laisser voir leur fille Audrey autant qu’il le souhaitera. |    |                           |                      |                                 |                   |
| 179 | 27 | Faux-semblants            | Lin Dao              | Patrick Tringale                | 5 mai 2001        |
| Au Saint-Tropez, Jessica est mal à l’aise depuis qu’elle a engagé Sylvain, une petite frappe que Vanessa est parvenu à faire sortir de prison. Ce dernier est en effet tombé fou amoureux d’elle, et il se montre oppressant. Sur les conseils de Louis, elle tente de mettre les choses au clair en prétendant être amoureuse d’un autre. Et c’est Louis lui-même qu’elle choisit pour ce petit jeu. Mais à force de faire semblant, l’ancien couple se rapproche. Quand Sylvain dépasse les bornes en agressant Jessica, Louis la protège et remet les idées en place au jeune garçon. Ce dernier finit par s’excuser et quitte la ville, tandis que Jessica et Louis redonnent une chance à leurs sentiments. Pendant ce temps, Blandine est sous pression depuis qu’elle candidate pour le poste de proviseur dans son lycée. De peur que Martin Duval, son collègue et rival pour ce poste, utilise pour la discréditer sa relation avec Éric qui s’est installé chez elle depuis sa sortir de prison, Blandine ment à tout le monde sur qui il est vraiment. Vexé, il décide de partir. Mais soutenue par son amie Anne-Sophie, Blandine réalise son erreur et parvient à l’empêcher de partir en le présentant officiellement à ses collègues. Peu après, elle est nommée directrice de son établissement.                                                                                   |    |                           |                      |                                 |                   |
| 180 | 28 | Liaison dangereuse        | Sylvie Ayme          | Nicolas Mercier                 | 12 mai 2001       |
| |    |                           |                      |                                 |                   |
| 181 | 29 | Le défi de l'amour        |                      |                                 | 19 mai 2001       |
| |    |                           |                      |                                 |                   |
| 182 | 30 | À la folie                |                      |                                 | 26 mai 2001       |
| |    |                           |                      |                                 |                   |